# 1890
1890 (MDCCCXC) a fost un an obișnuit al calendarului gregorian, care a început într-o zi de miercuri.

## Evenimente

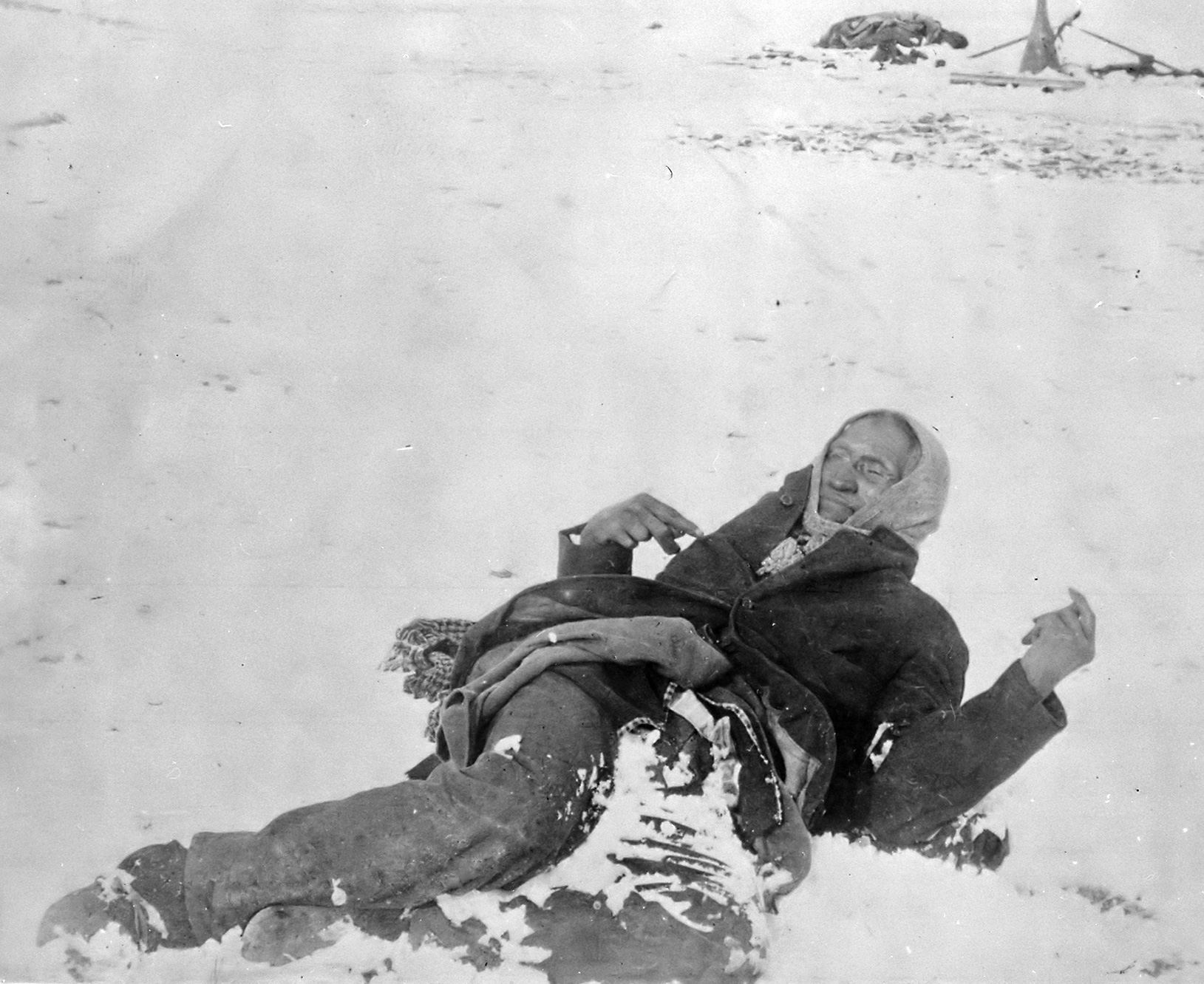
29 decembrie: Big Foot, șeful indienilor Sioux, ucis în masacrul de la Wounded Knee.

### Ianuarie
- 1 ianuarie: În Italia, un decret regal anunță constituirea coloniei Eritreea.
- 6 ianuarie: Începutul domniei lui Béhanzin, rege al Dahomey (până în 1894).

### Martie
- 20 martie: Wilhelm al II-lea al Germaniei l-a demis pe Otto von Bismarck.

### Mai
- 20 mai: Se pune piatra de temelie a liceului Gheorghe Lazăr din București construit după planurile arhitectului F. Montaureanu.

### Iulie
- 3 iulie: Idaho devine cel de-al 43 stat al Statelor Unite ale Americii.
- 10 iulie: Wyoming devine cel de-al 44-lea stat al Statelor Unite ale Americii.
- 27 iulie: Vincent van Gogh s-a sinucis, trăgându-și un glonț în piept, murind două zile mai târziu.

### Octombrie
- 7 octombrie: Pe locul unde a funcționat, în perioada Regulamentului Organic, Curtea judecătorească, s-a pus piatra de temelie a Palatului Justiției, construit în stilul Renașterii franceze de arhitectul Cuțariada după planurile arhitectului francez, Albert Ballu. La finisarea lucrării va contribui și arhitectul Ion Mincu.
- 9 octombrie: Familia Regală Română participă la punerea pietrei de temelie la Podul de la Cernavodă, finalizat în anul 1895.

### Noiembrie
- 23 noiembrie: Regele Willem al III-lea al Țărilor de Jos moare fără să lase moștenitori pe linie masculină și fiica sa Prințesa Wilhelmina devine regină, determinând Luxemburgul (care impunea un moștenitor pe linie masculină) să-și declare independența. Adolf, Ducele de Nassau devine Mare Duce de Luxemburg.

### Decembrie
- 29 decembrie: Masacrul de Wounded Knee. Ultimul conflict major între indienii Sioux și armata americană în care au fost masacrați 350 de amerindieni.

### Nedatate
- Parcul Național Yosemite. Rezervație națională în centrul Californiei, Statele Unite ale Americii, în munții Sierra Nevada. Măsoară 308.106 ha.

## Arte, știință, literatură și filozofie
- 1890-1891: Claude Monet pictează Căpițe de fân.
- 1890-1892: Edgar Degas pictează Femeie pieptănându-se.
- Henri de Toulouse-Lautrec pictează Domnișoara Dihau la pian.
- Oscar Wilde publică Portretul lui Dorian Gray.
- Paul Cézanne pictează Les joueurs de cartes.
- Paul Gauguin pictează La ferme au Pouldu.
- Poetul indian Rabindranath Tagore publică Manasi.
- Vasile Conta publică la Paris, Fondements de la metaphysique.
- Vincent Van Gogh pictează Biserica din Auvers.

## Nașteri
- 9 ianuarie: Karel Čapek, prozator și dramaturg ceh (d. 1938)
- 19 ianuarie: Ștefan Procopiu, fizician român (d. 1972)
- 24 ianuarie: Petre Iorgulescu-Yor, pictor român de etnie evreiască (d. 1939)
- 3 februarie: Paul Scherrer, fizician elvețian (d. 1969)
- 10 februarie: Boris Pasternak, scriitor rus, laureat al Premiului Nobel (d. 1960)
- 31 martie: William Lawrence Bragg, fizician australian, laureat al Premiului Nobel (d. 1971)
- 7 aprilie: Jacques Carlu, arhitect francez, laureat al Prix de Rome (d. 1976)
- 10 mai: Alfred Jodl, general german, șeful Statului Major al Înaltului Comandament al Wehrmachtului (d. 1946)
- 19 mai: Ho Chi Minh (n. Nguyễn Sinh Cung), președinte al Republicii Democrate Vietnam (1945-1969), (d. 1969)
- 4 iunie: Nae Ionescu, filosof și publicist, profesor universitar al Universității București (d. 1940)
- 16 iunie: Stan Laurel (n. Arthur Stanley Jefferson), actor de film, regizor și scenarist american, a format alături de Oliver Hardy unul dintre cele mai bune cupluri de comici al tuturor timpurilor, de origine britanică (d. 1965)
- 11 august: Richard Hette, sculptor român (d. 1981)
- 13 august: Ellen Osiier, prima campioană olimpică la scrimă, daneză (d. 1962)
- 20 august: H. P. Lovecraft (Howard Phillips Lovecraft), scriitor american (d. 1937)
- 15 septembrie: Agatha Christie (n. Agatha Mary Clarissa Miller), scriitoare britanică (d. 1976)
- 10 noiembrie: Agatha Caragiale, fiica scriitorului I.L. Caragiale (d. 1891)
- 22 noiembrie: Charles de Gaulle, președinte al Franței (1958-1969), (d. 1970)
- 5 decembrie: Fritz Lang (n. Friedrich Christian Anton Lang), regizor de film de origine austriacă (d. 1976)
- 11 decembrie: Carlos Gardel (n. Charles Romuald Gardés), cântăreț și compozitor de tango din Columbia (d. 1935)

## Decese
- 7 ianuarie: Augusta de Saxa-Weimar (n. Augusta Marie Luise Katharina), 78 ani, soția împăratului Wilhelm I al Germaniei (n. 1811)
- 18 ianuarie: Regele Amadeo al Spaniei, 44 ani (n. 1845)
- 4 februarie: Antoine, Duce de Montpensier (n. Antoine Marie Philippe Louis d'Orléans), 65 ani, fiul regelui Ludovic-Filip al Franței (n. 1824)
- 16 mai: Helene de Bavaria (n. Caroline Therese Helene), 56 ani, prințesă bavareză, sora împărătesei Sisi a Austriei (n. 1834)
- 29 iulie: Vincent van Gogh (n. Vincent Willem Van Gogh), 37 ani, pictor olandez (n. 1853)
- 22 august: Vasile Alecsandri, 69 ani, scriitor și politician român (n. 1821)
- 26 octombrie: Carlo Collodi (n. Carlo Lorenzini), 63 ani, scriitor italian (n. 1826)
- 23 noiembrie: Regele William al III-lea al Olandei (n. Willem Alexander Paul Frederik Lodewijk), 73 ani (n. 1817)